# Campeonato de Primera División 1919 de la AAmF (Argentina)
El Campeonato de Primera División 1919 de la disidente Asociación Amateurs de Football fue el trigésimo segundo de la Primera División del fútbol argentino y el primero de los organizados por esa entidad, no reconocida entonces por la FIFA. El certamen se jugó en una sola rueda de todos contra todos, entre el 28 de septiembre y el 6 de enero de 1920.
La integración del campeonato se produjo con los 13 equipos que fueron desafiliados o expulsados de la Asociación Argentina de Football, que habían tomado parte del primer torneo inconcluso de la temporada en curso, con el agregado del Club Atlético Vélez Sarsfield, cuyo ascenso se decretó con las primeras dos fechas del certamen ya disputadas, por lo que debió recuperarlas después. 
El campeón fue el Racing Club, que se consagró tras vencer 2–1 a Tigre como visitante en la duodécima fecha. De esta manera, alcanzó su séptimo título consecutivo, finalizando con la histórica serie del heptacampeonato. Por su parte, el torneo de esa Asociación fue ganado por el Club Atlético Boca Juniors.

## Ascensos
| Pos  | Equipo promovido |
| ---- | ---------------- |
| Prom | Vélez Sarsfield  |

## Tabla de posiciones final
| Pos  | Equipo                  | Pts | PJ | G  | E | P  | GF | GC | DIF |
| ---- | ----------------------- | --- | -- | -- | - | -- | -- | -- | --- |
| 1.º  | Racing Club             | 26  | 13 | 13 | 0 | 0  | 43 | 10 | 33  |
| 2.º  | Vélez Sarsfield         | 18  | 13 | 8  | 2 | 3  | 21 | 8  | 13  |
| 3.º  | River Plate             | 16  | 13 | 6  | 4 | 3  | 16 | 11 | 5   |
| 4.º  | Defensores de Belgrano  | 16  | 13 | 6  | 4 | 3  | 20 | 18 | 2   |
| 5.º  | Atlanta                 | 14  | 13 | 6  | 2 | 5  | 17 | 14 | 3   |
| 6.º  | San Lorenzo             | 13  | 13 | 5  | 3 | 5  | 22 | 20 | 2   |
| 7.º  | Gimnasia y Esgrima (LP) | 13  | 13 | 6  | 1 | 6  | 18 | 19 | -1  |
| 8.º  | Independiente           | 12  | 13 | 5  | 2 | 6  | 22 | 20 | 2   |
| 9.º  | Platense                | 12  | 13 | 5  | 2 | 6  | 22 | 24 | -2  |
| 10.º | Sportivo Barracas       | 12  | 13 | 5  | 2 | 6  | 20 | 23 | -3  |
| 11.º | Estudiantil Porteño     | 11  | 13 | 4  | 3 | 6  | 19 | 21 | -2  |
| 12.º | Tigre                   | 9   | 13 | 4  | 1 | 8  | 17 | 23 | -6  |
| 13.º | San Isidro              | 5   | 13 | 2  | 1 | 10 | 14 | 27 | -13 |
| 14.º | Estudiantes (BA)        | 3   | 13 | 1  | 1 | 11 | 8  | 48 | -40 |

## Descensos, ascensos y traspasos
Dada la precariedad de los torneos se suprimieron los descensos. Con el abandono de Sportivo Barracas, que volvió a la Asociación Argentina, el ascenso de Barracas Central, Ferro Carril Oeste, Quilmes y Sportivo Buenos Aires, y la incorporación a mitad del torneo de Lanús y Sportivo de Almagro, que llegaron de la Asociación Argentina, el Campeonato de Primera División 1920 contó finalmente con 19 equipos.

## Goleador
| Jugador              | Jugador              | Goles | Equipo      |
| -------------------- | -------------------- | ----- | ----------- |
| Bandera de Argentina | Alberto Marcovecchio | 16    | Racing Club |